# Ultra-Mobile PC
Niektóre z zamieszczonych tu informacji wymagają weryfikacji.
Dokładniejsze informacje o tym, co należy poprawić, być może znajdują się w dyskusji tego artykułu.
 Po wyeliminowaniu niedoskonałości należy usunąć szablon [[Szablon:Dopracować|]] z tego artykułu.

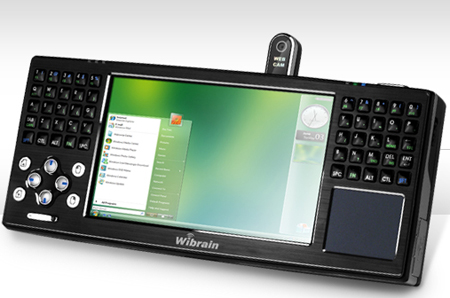
Wibrain B1

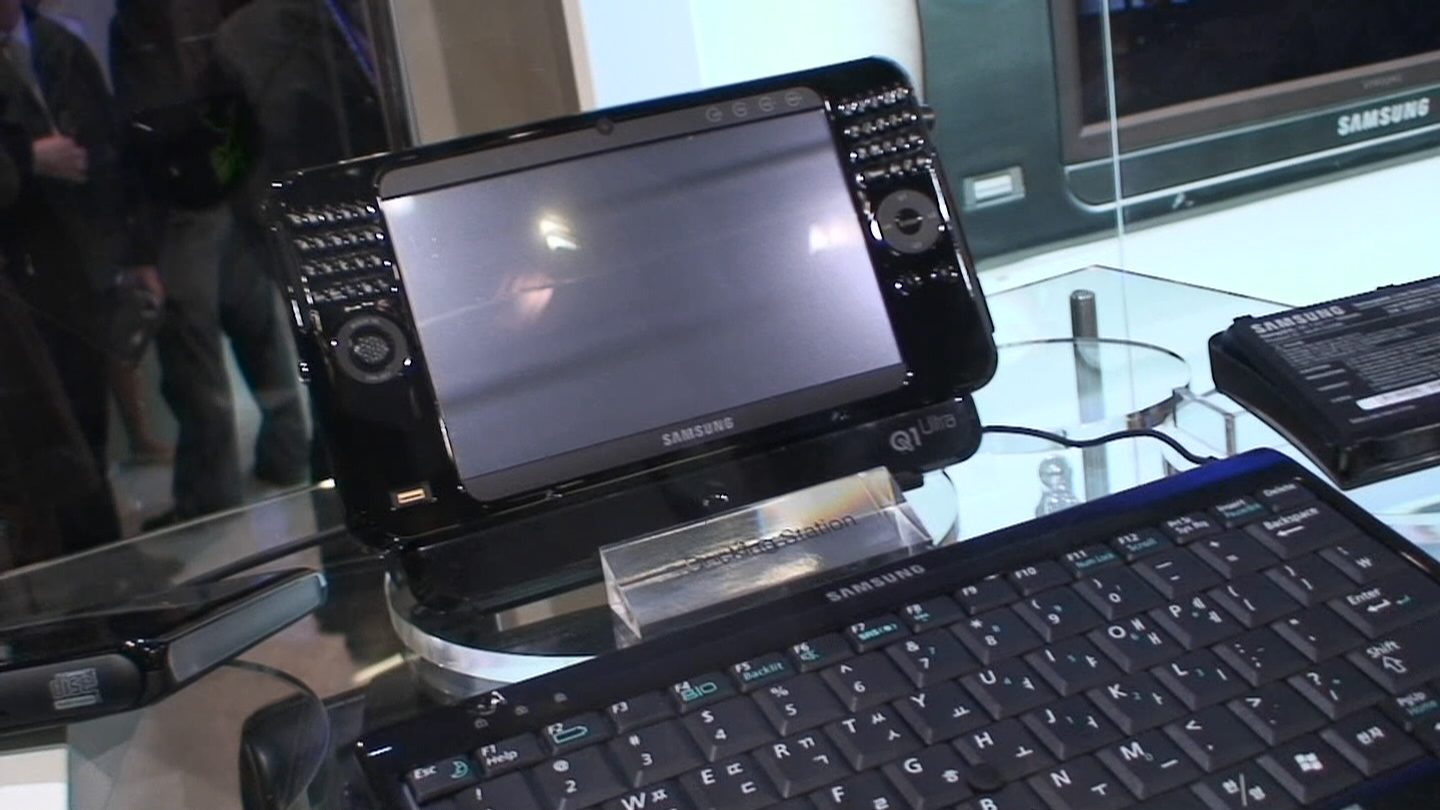
Samsung Q1 Ultra UMPC (Ultra-Mobile PC)

Ultra-Mobile PC (dawniej znane pod nazwą kodową Origami Project) – platforma sprzętowa, opracowana przez firmy Microsoft i Intel. Miała ona konkurować z palmtopami, lecz nie odniosła sukcesu ze względu na późniejsze upowszechnienie się tabletów. Pierwsze prototypy zostały pokazane na targach CeBit 2006 w Hanowerze.
Firmy Microsoft, Intel, Samsung, ASUS i ECS wspólnie opracowały nowy typ komputerów Ultra-Mobile PC. Projekt znany dotychczas pod nazwą "Origami Project" zakładał stworzenie przenośnego komputera typu tablet PC o bardzo niewielkich wymiarach i wydłużonym czasie pracy na baterii.
Origami jest urządzeniem mniejszym niż standardowe laptopy, ale większym niż palmtopy. Pracuje pod kontrolą systemu zbudowanego na podstawie Windows XP. Obsługuje GPS i standardy komunikacji bezprzewodowej takie jak Bluetooth, Wi-Fi i telefonię komórkową trzeciej generacji.
UMPC miały zapełnić lukę dzielącą palmtopy i komputery typu notebook. To przenośne urządzenie o wadze poniżej 1 kg wyposażono w dotykowy ekran i notebookowe komponenty. Pierwsze urządzenia pracuja pod kontrolą systemu Windows XP Tablet PC Edition 2005. W późniejszych wersjach wykorzystano systemy Windows XP i Vista w wersjach na PC, włącznie z aplikacjami napisanymi dla komputerów stacjonarnych.
UMPC to urządzenie wyposażone w dotykowy, 7-calowy ekran o rozdzielczości 800x480 i najczęściej pozbawiony klawiatury. Jego sercem jest niskonapięciowy procesor Intel Celeron M lub Intel Pentium M o zegarze 900-1000 MHz. Można do niego podłączyć szereg urządzeń peryferyjnych, tak jak do zwykłego domowego PC. Poza tym urządzenia Origami porozumiewają się bezprzewodowo, co umożliwia wymianę danych, interakcję, grę w gry sieciowe.
Urządzenie ewoluowało w kierunku urządzeń MID
Komputery MID (Mobile Internet Device) to nowe określenie dla urządzeń tworzonych w oparciu o platformę Intel Centrino Atom, zwykle w oparciu o dystrybucje Linuksa, jednak są wyjątki od powyższej reguły (Aigo P8888W, Gigabyte M528, Viliv S5 Premium Air MID)
MID jest przenośnym komputerem kieszonkowym pozwalającym na mobilny dostęp do internetu. Nierzadko wyposażony jest w modem internetowy HSDPA pozwalający na dostęp do internetu dzięki operatorom telefonii komórkowej.